# Österreichischer Frauen-Fußballcup 2018/19
Der Österreichische Frauen-Fußballcup wird in der Saison 2018/19 vom Österreichischen Fußballbund zum 45. Mal ausgespielt. Als ÖFB Frauen Cup wird er zum 27. Mal durchgeführt und begann am 11. und am 12. August 2018 mit der ersten Runde. Erstmals konnte auch ein Sponsor für diesen Bewerb gewonnen werden, Sport.Land.NÖ, daher „Sport.Land.NÖ ÖFB Frauen Cup“ und endet am 8. Juni 2019 mit dem Finale in der Moser Medical Arena in Rohrendorf (Niederösterreich). Den Pokal ging zum 7. Mal in Folge an den SKN St. Pölten Frauen.

## Teilnehmende Mannschaften
Für den österreichischen Frauen-Fußballcup haben sich anhand der Teilnahme der Ligen der Saison 2018/19 folgende 32 Mannschaften, die nach der Saisonplatzierung der ÖFB Frauen-Bundesliga 2017/18 und der 2. Liga Mitte/West 2017/18 und der 2. Liga Ost/Süd 2017/18 geordnet sind, qualifiziert. Teams, die als durchgestrichen gekennzeichnet sind, nahmen nicht am Wettbewerb teil oder sind zweite Mannschaften und spielten daher nicht um den Pokal mit. Weiters konnten noch der Landescupsieger, der Landesmeister oder auch Vertreter der Saison 2017/18 teilnehmen.
| ÖFB Frauen-Bundesliga (10) | 2. Liga Mitte/West (3) | 2. Liga Ost/Süd (8) |
| --- | --- | --- |
| - SKN St. Pölten Frauen (NÖ) (C) - SG USC Landhaus/FK Austria Wien (W) - SK Sturm Graz (ST) - SV Neulengbach (NÖ) - Union Kleinmünchen (OÖ) - SKV Altenmarkt (NÖ) - FC Bergheim (S) - FFC Vorderland (V) (LC) - FC Südburgenland (B) - FC Wacker Innsbruck (T) (RG) | - Union Geretsberg (OÖ) (LC) - RW Rankweil (V) (LC) - FC Bergheim II (S) - USK Hof (S) (LM) (N) - FFC Vorderland II (V) (LM) (N) - FC Wacker Innsbruck II (T) (LM) (N) | - LUV Graz (ST) (A) - SK Sturm Graz II (ST) - Carinthians Spittal (K) - SV Horn (NÖ) (LM) - Wildcats Krottendorf (ST) (LM) - USC Landhaus II (W) - SKN St. Pölten Frauen II (NÖ) - ASK Erlaa (W) - SKV Altenmarkt II (NÖ) - FC Altera Porta (W) - FSG Eggendorf (NÖ) - First Vienna FC Frauen (W) (LC) (LM) (RG) |
| Landescupsieger, Meister oder Meistervertreter aus der Landesliga (11) | | |
| - SC Neusiedl/See 1919 (B) (L5-W) - SG Magdalensberg (K) (LM) (LC) - SVG Bleiberg (K) (L2) - FC Heidenreichstein (NÖ) (L2) - Traiskirchen FFCM (NÖ) (L3) - Schwarzenbach Frauen SC (NÖ) (L4) - FSG Stetteldorf (NÖ) (L6) | - USV Ottendorf (ST) (LM) - Ladies Preding (ST) (LC) - USK Hof (S) (LM) siehe 2. Liga Ost/Süd - FC Schwoich (T) (LC) - SPG Matrei/Neustift (T) (LCF)                   | - FC Wacker Innsbruck II (T) (LM) - SPG Rinn/Tulfes/WSG Wattens (T) (L6) - SV Angerberg (T) (LN) - FFC Vorderland II (V) (LM) - First Vienna FC Frauen (W) (LC) (LM) siehe 2. Liga Ost/Süd - MFFV 23 SU Schönbrunn (W) (L2) - Wiener Sport-Club (W) (L3)                                                         |
| Erläuterungen Länderkürzel: (B): Burgenland, (K): Kärnten, (NÖ): Niederösterreich, (OÖ): Oberösterreich, (S): Salzburg, (ST): Steiermark, (T): Tirol, (V): Vorarlberg, (W): Wien; Vereins-Landes-Bewerbserfolg: (LC): Landescupsieger, (LCF): Landescupfinalist, (LM): Landesmeister, (Lx): x. Platz der Landesliga, (LN): Landesliga-Aufsteiger, (..-x): x Landesliga siehe Länderkürzel | | |

| (C)  | amtierender Cupsieger 2017/18               |
| (A)  | Absteiger der Saison 2017/18                |
| (N)  | Neuaufsteiger der Saison 2017/18            |
| (RV) | Verlierer der Relegation der Saison 2017/18 |
| (RG) | Gewinner der Relegation der Saison 2017/18  |

## Turnierverlauf

### 1. Cuprunde
Am Samstag, 11. Juli, Sonntag, 12. August und am Mittwoch, 15. August 2018 wurde die 1. Runde des ÖFB Frauen Cup ausgetragen.
| Datum                   |                         | Ergebnis                         |                              |
| ----------------------- | ----------------------- | -------------------------------- | ---------------------------- |
| 11.08.2018 um 14:00 Uhr | ASK Eggendorf           | 0:8 (0:3)                        | First Vienna FC Frauen       |
| 11.08.2018 um 16:00 Uhr | USK Hof                 | 0:6 (0:3)                        | FC Bergheim                  |
| 11.08.2018 um 17:00 Uhr | Schwarzenbach Frauen SC | 1:12 (0:6)                       | SKN St. Pölten Frauen        |
| 11.08.2018 um 17:30 Uhr | MFFV 23 SU Schönbrunn   | 3:5 (1:3)                        | FSG Stetteldorf              |
| 11.08.2018 um 18:30 Uhr | SPG Matrei/Neustift     | 3:4 (1:0)                        | SPG Rinn/Tulfes/Wattens      |
| 12.08.2018 um 11:30 Uhr | RW Rankweil             | 2:0 (0:0)                        | FFC Vorderland               |
| 12.08.2018 um 13:00 Uhr | SG Magdalensberg        | 2:2 n. V. (2:2, 0:1) (1:3 i. E.) | Union Kleinmünchen           |
| 12.08.2018 um 13:00 Uhr | LUV Graz                | 1:2 (1:1)                        | FC Südburgenland             |
| 12.08.2018 um 14:00 Uhr | Union Geretsberg        | 0:4 (0:1)                        | Wildcats Krottendorf         |
| 12.08.2018 um 16:30 Uhr | Wiener Sport-Club       | 0:9 (0:3)                        | SV Horn                      |
| 12.08.2018 um 17:00 Uhr | SV Angerberg            | 0:13 (0:7)                       | FC Wacker Innsbruck          |
| 12.08.2018 um 17:00 Uhr | Carinthians Spittal     | 0:2 (0:1)                        | SK Sturm Graz                |
| 12.08.2018 um 17:30 Uhr | FC Heidenreichstein     | 0:8 (0:2)                        | SV Neulengbach               |
| 12.08.2018 um 17:30 Uhr | Traiskirchen FFCM       | 0:7 (0:3)                        | SKV Altenmarkt               |
| 12.08.2018 um 18:30 Uhr | Ladies Preding          | 0:1 (0:1)                        | SVG Bleiburg                 |
| 15.08.2018 um 16:00 Uhr | FC Altera Porta         | 1:4 (0:1)                        | SG USC Landhaus/Austria Wien |

### 2. Cuprunde
Die Auslosung zur 2. Cuprunde fand am 21. August 2018 statt, die Spiele wurden am 10. und 18. November 2018 ausgespielt.
| Datum                   |                         | Ergebnis   |                              |
| ----------------------- | ----------------------- | ---------- | ---------------------------- |
| 10.11.2018 um 13:30 Uhr | SPG Rinn/Tulfes/Wattens | 0:9 (0:4)  | FC Bergheim                  |
| 10.11.2018 um 15:00 Uhr | Wildcats Krottendorf    | 0:4 (0:2)  | Union Kleinmünchen           |
| 10.11.2018 um 16:00 Uhr | SV Neulengbach          | 2:0 (0:0)  | FC Südburgenland             |
| 17.11.2018 um 13:00 Uhr | RW Rankweil             | 2:0 n. V.  | FC Wacker Innsbruck          |
| 17.11.2018 um 14.00 Uhr | FSG Stetteldorf         | 0:8 (0:6)  | SG USC Landhaus/Austria Wien |
| 17.11.2018 um 14:00 Uhr | SVG Bleiburg            | 0:7 (0:4)  | SK Sturm Graz                |
| 17.11.2018 um 14:00 Uhr | First Vienna FC Frauen  | 2:3 (1:2)  | SKV Altenmarkt               |
| 17.11.2018 um 16:00 Uhr | SV Horn                 | 2:12 (1:4) | SKN St. Pölten Frauen        |

### Viertelfinale
Die Spiele fanden am 9. und 10. März 2019 statt.
| Datum                   |                              | Ergebnis             |                       |
| ----------------------- | ---------------------------- | -------------------- | --------------------- |
| 09.03.2019 um 14:30 Uhr | FC Bergheim                  | 1:3 n. V. (1:1, 0:0) | SKV Altenmarkt        |
| 10.03.2019 um 11:30 Uhr | SK Sturm Graz                | 0:4 (0:2)            | SKN St. Pölten Frauen |
| 10.03.2019 um 13:00 Uhr | RW Rankweil                  | 2:1 n. V. (1:1, 1:1) | SV Neulengbach        |
| 10.03.2019 um 14:00 Uhr | SG USC Landhaus/Austria Wien | 6:0 (2:0)            | Union Kleinmünchen    |

### Halbfinale
Die Auslosung der Halbfinalspiele fand am 11. März 2019 statt, das Halbfinale wurde am 5. Mai 2019 ausgespielt.
| Datum                   |                              | Ergebnis |                       |
| ----------------------- | ---------------------------- | -------- | --------------------- |
| 05.05.2019 um 11:00 Uhr | RW Rankweil                  | 00:11    | SKN St. Pölten Frauen |
| 05.05.2019 um 13:00 Uhr | SG USC Landhaus/Austria Wien | 4:0      | SKV Altenmarkt        |

### Finale
Das Finale wurde am 8. Juni 2019 in der Moser Medical Arena in Rohrendorf ausgetragen.
| 08.06.2019                                                | SKN St. Pölten Frauen | 2:0 (0:0) | SG USC Landhaus/Austria Wien |
| Tore: 1:0 Mateja Zver (59.), 2:0 Bernadett Zagor (90.+3') |                       |           |                              |

## Torschützenliste
In der Torschützenliste des ÖFB Frauen Cup belegte Fanny Vágó vom SKN St. Pölten Frauen den ersten Platz.
| Pl. | Nat.       | Spielerin            | Verein                          | Tore |
| --- | ---------- | -------------------- | ------------------------------- | ---- |
| 01. | Ungarn     | Fanny Vágó           | SKN St. Pölten Frauen           | 12   |
| 02. | Slowenien  | Mateja Zver          | SKN St. Pölten Frauen           | 9    |
| 03. | Osterreich | Stefanie Enzinger    | SKN St. Pölten Frauen           | 7    |
|     | Osterreich | Katja Wienerroither  | FC Bergheim                     | 7    |
| 05. | Osterreich | Melanie Brunnthaler  | SG USC Landhaus/FK Austria Wien | 5    |
|     | Slowenien  | Veronika Sluková     | SV Horn                         | 5    |
| 07. | Osterreich | Alexandra Bíróová    | SKN St. Pölten Frauen           | 4    |
|     | Osterreich | Livia Brunmair       | First Vienna FC Frauen          | 4    |
|     | Osterreich | Anne-Christin Goßner | FC Bergheim                     | 4    |
|     | Osterreich | Besijana Pireci      | SG USC Landhaus/FK Austria Wien | 4    |
|     | Osterreich | Lilli Purtscheller   | FC Wacker Innsbruck             | 4    |
|     | Osterreich | Julia Weidlinger     | FSG Stetteldorf                 | 4    |